# Трубіла Віталій Валерійович
Віталій Валерійович Трубіла (біл. Віталь Валер'евіч Трубіла, нар. 7 січня 1985, Берестя, Білорусь) — білоруський футболіст, півзахисник футбольної команди «Шахтар» з міста Солігорськ.

## Життєпис
Вихованець футбольної школи СДЮШОР-5 (Берестя).
У червні 2009 року уклав 4-річну угоду з празькою «Славією». Учасник Ліги Європи 2009/10 у складі празької «Славії». Першу половину сезону 2010/11 провів в оренді в клубі «Богеміанс 1905».
20 серпня 2012 підписав угоду на 1,5 року з мінським клубом «Динамо», за який вже виступав. Після закінчення угоди покинув команду. 1 лютого 2014 перейшов до клубу «Гомель», термін угоди — 2 роки. У лютому 2015 підписав контракт з російським клубом «Сокіл (Саратів)». З липня 2015 року — гравець солігорського «Шахтар».